# Laurens Devos
Laurens Devos (Malle, 15 de agosto de 2000) é um mesatenista paralímpico belga. Conquistou a medalha de ouro nos Jogos Paralímpicos de Verão de 2016 no Rio de Janeiro, representando seu país na categoria classe nove individual masculino.
Após derrotar o holandês Gerben Last, na final do tênis de mesa, tornou-se o jogador mais jovem a receber uma medalha de ouro nos Jogos Paralímpicos.
Obteve novamente o título da classe nove em Tóquio 2020, derrotando o australiano Ma Lin por 3–1 em sets (9-11, 11-6, 11-3 e 11-3) na final.